# Meijel
Meijel est un village des Pays-Bas de la province du Limbourg, faisant partie de la commune de Peel en Maas.

## Histoire de la commune
Meijel a été une commune indépendante jusqu'au 1er janvier 2010. À cette date, elle a fusionné avec Kessel, Helden et Maasbree pour former la nouvelle commune de Peel en Maas.
La commune avait une superficie de 20,04 km2. Au 1er août 2006, elle comptait 6 032 habitants.